# 朱塞佩·亚基尼
朱塞佩·亚基尼（義大利語：Giuseppe Iachini，1964年5月7日—），意大利男子足球运动员，司职中场。他曾代表意大利国奥队参加1988年夏季奥林匹克运动会足球比赛，获得第四名。